# Bundesautobahn 40
Pour les articles homonymes, voir A40.
La Bundesautobahn 40 (BAB 40, A40 ou Autobahn 40) est une autoroute allemande de la Rhénanie-du-Nord-Westphalie reliant Venlo (Pays-Bas) à Dortmund en passant par Duisbourg et Essen. Elle fait partie de l’E34 de la frontière néerlandaise à l’A3 (à Duisbourg) et mesure 94 kilomètres. L’A40 est aussi appelée Voie rapide de la Ruhr entre Duisbourg et Dortmund, puisqu’elle longe la rivière éponyme.

## Tracé
L’A40 comporte 44 sorties numérotées de 1 à 44 de Venlo (Pays-Bas) à Dortmund et croise 7 autoroutes dans le même sens:
- à Moers
- à Duisbourg
- à Duisbourg
- à Essen
- à Bochum
- à Bochum
- à Dortmund